# Plan finansowy
Plan finansowy – dokument określający planowane wydatki i przychody wybranego podmiotu (w szczególności przedsiębiorstwa lub jednostki budżetowej) lub przedsięwzięcia. W przypadku przedsiębiorstw i jednostek budżetowych stanowi podstawę do planu wydatków w wybranym okresie (najczęściej rocznym).
Plan finansowy jest składnikiem biznesplanów, w którym określa się przewidywane koszty oraz przychody planowanego przedsięwzięcia w celu umożliwienia oceny jego opłacalności oraz ryzyka.